# Fußballclub Kray 1909/31
Fußballclub Kray 1909/31 é uma agremiação esportiva alemã fundada em 1909, localizada em Essen, na 
Renânia do Norte-Vestfália.

## História

### DJK-Sportverein Kray 09
A associação foi fundada em 1909 por Willi Schroer e outros jovens apaixonados por futebol. O time atuou pela primeira vez em uma praça perto da mina de Joachim. Em 1911, o clube mudou-se para Döppelhahn. 

### VfL Kray 1931
Em 1931, foi criado o Verein für Leibesübungen Krey. Sua primeira sede foi a casa de William Kefenhörster, agora Kuhaupt-Schwenningen. Kefenhörster conseguiu um terreno em Wilhelmstrasse, a fim de construir uma arena de esportes. A rua é agora chamado de Ridder. Até 1935, o VfL atuou na liga de Kreisliga de Gaus Gelsenkirchen. A partir de 1935, o Kray foi designado para Gau Essen. Durante a Segunda Guerra Mundial, o clube conseguiu, apesar da entrada de muitos jogadores no exército, manter o funcionamento dos jogos de azar. Após a Segunda Guerra Mundial, todas associações foram dissolvidas pelo governo militar, o qual proibiu todas as atividades do clube.
No verão de 1945 o VfL jogou a primeira temporada após a guerra na liga local. Após resultados médios, chegou em 1953 na 2 Kreisklasse. Em 1964, o VfL conquistou a ascensão no campeonato local. O retrospecto foi mantido até 1974. 

### Fusão para FC Kray
Em 1986, os jovens de DJK e VfL Kray passaram a promover vendas de alimentos e bebidas com o intuito de financiar os custos dos departamentos. A colaboração levou à ideia de uma fusão entre os dois clubes. Em 1987, foi fundado FC Kray 31/09. Era um clube com quatro idosos e 13 times de jovens. Como a primeira equipe do VfL atuava na liga local, enquanto o DJK jogou na Kreisliga, o novo clube integrou a liga local. Na primeira temporada conseguiu subir para a liga nacional. Na temporada de 1988-1989 conseguiu chegar à Verbandsliga Niederrhein. Em 1993, o FCK ressurgiu no campeonato nacional. Em 1996, a cidade teve a Stadtpokal, na qual o time conseguiu uma vitória por 2 a 1 sobre o Rot-Weiss Essen.
Mais uma vez, em 2000, o clube conseguiu outro acesso. Três anos depois, conseguiu evitar o rebaixamento na quinta divisão, mas o SV Rheydter pediu falência e o fato levou o FCK a disputar a Oberliga Nordrhein. Uma nova lei de insolvência permitiu o clube iniciar um novo começo na liga. Até então, a regra era que os clubes insolventes tivessem que começar no menor círculo de uma nova classe. O 13º lugar levou novamente o Kray à liga nacional.

### 2010 em diante
Depois de um ano quase relegado ao campeonato local, na temporada 2010/11 conseguiu chegar ao campeonato nacional e subiu para a Bezirksliga. Em 2011, houve a reforma da Regionalliga. Foi direto para a nova Regionalliga West. Jogou contra os campeões das Verbandsligen (Niederrhein, Mittelrhein e Westfalen) em uma rodada de rebaixamento para a divisão quarta maior da Alemanha. O FC Kray, campeão da Verbandsliga Niederrhein, enfrentou o tradicional KFC Uerdingen 05. Em 7 de junho de 2012 a primeira etapa ocorreu no Krefeld Grotenburg Stadium. O FC Kray venceu o jogo diante de 6.072 espectadores surpreendendo por 1 a 0. O KFC Uerdingen sofreu a expulsão de um atleta.
O jogo de volta, ocorrido a 10 de junho de 2012, foi transferido para o Uhlenkrug Stadium, uma instalação de relva artificial, pois o estádio do FCK não atendia às exigências esperadas em relação a público. Por parte de Uerdingen foram mais de 2.000 fãs. No total, foram 4.500 espectadores, incluindo muitos torcedores do Rot-Weiss Essen. Tradicionalmente, muitos membros e simpatizantes do FC Kray também são fãs do RWE. Este apoiou os vizinhos pequenos na batalha para a promoção. O FC Kray também venceu o jogo de volta. O FCK venceu por 2 a 0 e foi promovido para a Regionalliga West.
O estádio do time, o KrayArena, é muito pequeno e não conta com espaços de estacionamento suficientes disponíveis.

## Títulos
- Promoção para a Regionalliga West: 2012
- Niederrhein: 2012
- Landesliga: 1990, 2000, 2011
- Stadtpokal: 1996
- Kreispokal: 2007, 2009, 2010
- Indoor Soccer City: 2001, 2006, 2012